# Бомбардировщики (песня)
«Бомбардировщики» (в оригинале — Comin' in on a Wing and a Prayer) — песня в темпе фокстрота периода Второй мировой войны. Основана на реальных событиях, исполнялась многими артистами и коллективами.

## Сюжет и история

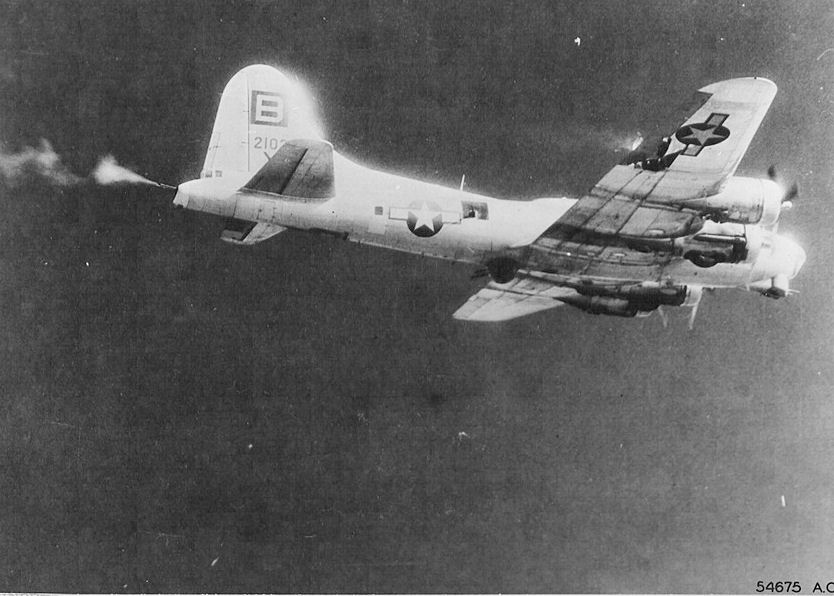
Повреждённый B-17, 1944 год

В основе сюжета песни — действия британских и американских бомбардировщиков, возможно, операция «Гоморра».
По сюжету песни один самолёт не вернулся после ночной бомбардировки. Наземный персонал аэродрома волнуется, но радисты выходят на связь с самолётом. Лётчики докладывают, что они выполнили задание и поразили цели, весь экипаж жив, но самолёт сильно повреждён. Несмотря на все сложности, самолёт благополучно возвращается на базу.
Согласно распространённой версии сюжет основан на событиях 26 февраля 1943 года, когда бомбардировщик B-17 «Летающая крепость», пилотируемый Хью Г. Ашкрафтом-младшим из Шарлотт, был сильно повреждён и возвращался на базу в Англии. Самолёт, названный своим экипажем «Южный Комфорт» (англ. The Southern Comfort), был сильно повреждён зенитным огнём, получил повреждения руля управления и носа, двигатель № 3 получил пробоину маслопровода и горел.
Когда они подлетели к берегам Британии, Ашкрафт сказал команде по радио: «Те, кто хочет, пожалуйста, молитесь» (англ. Those who want to, please pray). Чудом Ашкрафт довёл «Южный Комфорт» до аэродрома и благополучно приземлился. Новость об успешном спасении пилота и экипаже, который «помолился» своему самолёту, стала известна в его родном штате Северная Каролина и в других местах.
Впрочем, этот случай не являлся единичным: самолёт B-17 славился высокой надёжностью, живучестью и нередко возвращался на базу при многочисленных повреждениях.

## Оригинальный вариант
Слова песни написаны Харольдом Адамсоном, а музыка — Джимми Макхью. Запись опубликована в 1943 году Robbins Music Corp. Песня была записана The Song Spinners для Decca Records, и 2 июля 1943 года она поднялась на 1 место в чарте Billboard pop hit. Эта песня была единственной на военную тематику, вошедшей в 20 наиболее известных песен 1943 года в США.
Свои варианты песни в США также записали Фрэнк Синатра, комедийный актёр Эдди Кантор, группа «The Four Vagabonds», а в Англии — Вера Линн и Анна Шелтон.
На стороне B пластинки Song Spinners была записана песня Johnny Zero, посвящённая лётчикам Тихоокеанского театра. Она тоже заняла места в чартах, поднявшись в Billboard до 7 места.

## Исполнение Утёсова
В 1943 году в Советском Союзе песню перевели Т. Сикорская и С. Болотин. Аранжировку выполнил А. Островский. Исполнил песню Леонид Утёсов в дуэте с дочерью Эдит под названием «Бомбардировщики» (варианты названий: «Песенка бомбардировщиков», «Песенка американских бомбардировщиков»). Текст перевода почти соответствовал оригиналу, за исключением замены фразы про молитву на «честное слово» в припеве:

Бак пробит, хвост горит, но машина летит

На честном слове и на одном крыле.
Оригинальный текст (англ.)Comin' in on a wing and a prayer
With our one motor gone
We can still carry on
Comin' in on a wing and a prayer

Аранжировка и исполнение основывались на джазовом мотиве записи Анны Шелтон с оркестром Гленна Миллера. Именно эта версия звучала у американских лётчиков на авиабазе союзников в Полтаве во время проведения операции «Неистовый». Позже песня стала широко известной и среди советских слушателей, во фронтовой среде.

## Исполнение группы Чиж & Co
В 1997 группа «Чиж & Co» при участии Марины и Татьяны Капуро включила песню в свой альбом «Бомбардировщики», на неё был снят видеоклип.